# Franciszek Blachnicki

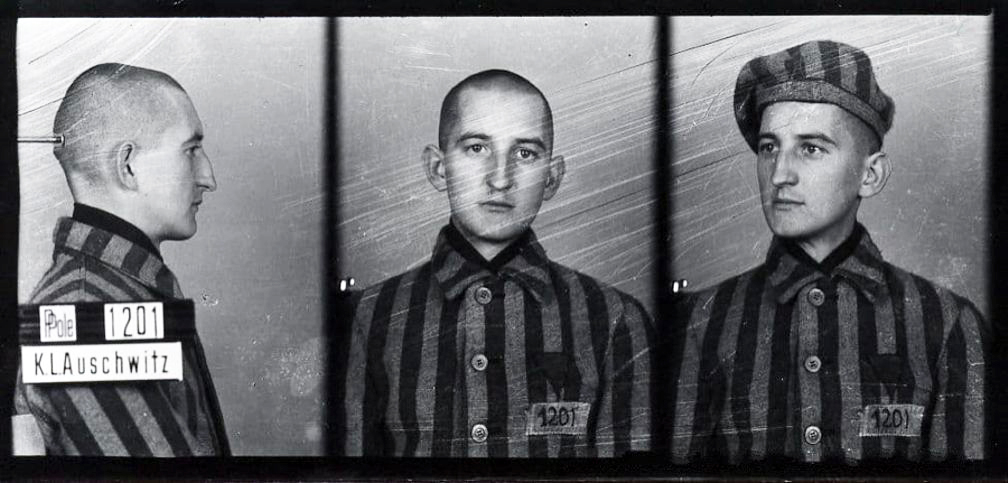
Franciszek Blachnicki jako więzień KL Auschwitz numer obozowy 1201. Oświęcim 1940

Franciszek Karol Blachnicki (ur. 24 marca 1921 w Rybniku, zm. 27 lutego 1987 w Carlsbergu, w RFN) – polski duchowny rzymskokatolicki, wykładowca Katolickiego Uniwersytetu Lubelskiego, organizator Krucjaty Wstrzemięźliwości, założyciel Ruchu Światło-Życie, twórca Krucjaty Wyzwolenia Człowieka i Chrześcijańskiej Służby Wyzwolenia Narodów, więzień obozów koncentracyjnych, prześladowany przez Służbę Bezpieczeństwa PRL, Czcigodny Sługa Boży Kościoła katolickiego, założyciel wspólnot życia konsekrowanego: Instytutu Niepokalanej Matki Kościoła, Wspólnoty Chrystusa Sługi oraz Unii Kapłanów Chrystusa Sługi. Kawaler Orderu Orła Białego.

## Życiorys

### Młodość
Urodził się na Górnym Śląsku w mieszkaniu służbowym na terenie ówczesnego szpitala Spółki Brackiej w Rybniku, gdzie jego ojciec, Józef Blachnicki, pracował jako nadpielęgniarz. Był siódmym z dziewięciorga dzieci Józefa Blachnickiego i Marii z domu Müller, z czego siedmioro dożyło dorosłości.
Został ochrzczony 3 kwietnia 1921 roku w kościele Matki Boskiej Bolesnej w Rybniku. W późniejszych latach często podkreślał znaczenie chrztu w życiu chrześcijanina, co znalazło swój wyraz w oazowej formacji.
W dzieciństwie – jak wspominał – doświadczył szczególnej opieki Opatrzności Bożej. Otóż jako kilkutygodniowe niemowlę podczas walk powstańczych pozostał sam w domu, z którego ewakuowano jego rodzinę. Przypadkowo jeden z powstańców wrócił się i odniósł go do rodziny. Później, przed podjęciem nauki w szkole podstawowej, bawiąc się z bratem Ernestem, wpadł do niezabezpieczonego kanału i stracił przytomność. Został wyciągnięty grabiami przez sąsiada, który przeniósł go do szpitala, gdzie spędził kilka tygodni.
Do szkoły podstawowej uczęszczał w Orzeszu, a potem w Tarnowskich Górach, dokąd przeprowadziła się jego rodzina. Po jej ukończeniu kontynuował naukę w Państwowym Gimnazjum Męskim im. Jana Opolskiego, wstępując w nim do harcerstwa. Naukę traktował jak nieznośny obowiązek, choć był dobrym uczniem. W 1938 przystąpił do egzaminu maturalnego, otrzymując świadectwo dojrzałości. Zdał maturę z wyróżnieniem. We wrześniu tegoż roku rozpoczął służbę wojskową na Dywizyjnym Kursie Podchorążych Rezerwy w Katowicach. Wcześniej zaciągnął się do Junackiego Hufca Pracy. Ukończył kurs w stopniu plutonowego podchorążego w czerwcu 1939 roku.
W wieku 16 lat przeżył kryzys wiary i choć uważał wartości chrześcijańskie za dobre i pożyteczne, stopniowo przestał wierzyć w Boga. Do sakramentu bierzmowania nie przystąpił wraz z rówieśnikami (otrzymał je prawdopodobnie w seminarium duchownym, ale nie jest to udokumentowane).
Doświadczenia z harcerstwa, takie jak: mały zastęp, podkreślenie kontaktu z naturą czy wychowanie do abstynencji, wykorzystał później, tworząc Ruch Światło-Życie. Zauważył, jak ważna jest mała grupa dobrze znających się ludzi i uznał ją za podstawową w formacji młodego człowieka. Harcerstwo określał mianem „anioła stróża” swojej młodości.

### Okres II wojny światowej
Walczył w kampanii wrześniowej. 20 września 1939 dostał się do niewoli niemieckiej. Podjął udaną próbę ucieczki. Po powrocie do Tarnowskich Gór rozpoczął działalność konspiracyjną jako komendant oddziału. 27 kwietnia 1940(dts) ujęty został przez Gestapo pod Zawichostem i aresztowany, a następnie wywieziony do niemieckiego obozu koncentracyjnego Auschwitz, gdzie przybył 24 czerwca 1940, otrzymując numer obozowy 1201. W KL Auschwitz przebywał przez 14 miesięcy, z czego 9 miesięcy w kompanii karnej, w bloku 13 oraz przez prawie miesiąc w bunkrze, w którym potem zginął o. Maksymilian Kolbe. Został tam osadzony za próbę przemycenia informacji z obozu – został złapany i oskarżony o sabotaż.
We wrześniu 1941 przewieziony został do więzienia śledczego w Zabrzu, a potem do Katowic. 30 marca 1942(dts) zapadł wyrok skazujący go na karę śmierci przez ścięcie gilotyną za działalność konspiracyjną przeciw Trzeciej Rzeszy. Oczekując w katowickim więzieniu na wykonanie wyroku 17 czerwca przeżył swoje nawrócenie. Moment ten nastąpił podczas lektury książki zawierającej fragmenty Kazania na Górze, doświadczył wtedy osobistego spotkania z Bogiem. W późniejszych latach uznawał to wydarzenie za punkt zwrotny całego swojego życia. W testamencie, który napisał w 44. rocznicę tego wydarzenia w czerwcu 1986 roku, stwierdził m.in.:

Rzeczywistość wiary – od tamtej chwili, bez przerwy przez 44 lata, określa całą dynamikę mego życia i jest we mnie „źródłem wody wytryskującej ku życiu wiecznemu”. Nigdy w tym okresie nie przeżywałem wątpliwości co do wiary i nigdy nie miałem innych celów i dążeń, zainteresowań, poza wynikającymi z wiary i skierowanymi ku Ojcu przez Syna w Duchu Świętym, w realizacji wielkiego planu zbawienia. Wszystkie decyzje były podejmowane z motywacji wiary. Wiarę przy tym zawsze pojmowałem jako decyzję osoby, polegającą na oddaniu siebie, i moje zaangażowanie – przynajmniej na płaszczyźnie intencji – było niepodzielne.

Wydarzenie to – jak wspominał – było jednym z najważniejszych w jego życiu.
14 sierpnia 1942, po prawie 5 miesiącach, które spędził w celi śmierci, został ułaskawiony, a karę śmierci zamieniono mu na 10 lat ciężkiego więzienia, które miał odbyć po zakończeniu wojny. Jego ułaskawienie jest jedynym znanym wypadkiem niewykonania przez hitlerowców na harcerzu orzeczonej kary śmierci. W tym czasie miał przebywać w obozach pracy. Przez następne lata, aż do 17 kwietnia 1945(dts), kiedy został uwolniony przez armię amerykańską, przebywał w hitlerowskich obozach i więzieniach w Raciborzu, Rawiczu, Börgermoor, Zwickau i Lengenfeldzie (KL Flossenbürg). Ostatni z obozów opuścił pieszo z grupą współwięźniów, zanim dotarli tam Sowieci. Odnalazła go wówczas jego siostra Adelajda.

### Kapłaństwo
Po zakończeniu II wojny światowej, 20 lipca 1945(dts) wrócił do Tarnowskich Gór i 6 sierpnia wstąpił do Śląskiego Seminarium Duchownego w Krakowie, Pomimo wątpliwości co do jego stanu zdrowia, został przyjęty.
Seminarium było dla niego czasem głębokiej przemiany duchowej i teologicznej. Notował w dzienniku: „Muszę zostać świętym, biada, jeżeli o tym zapomnę”. Intensywnie rozwijał życie duchowe, uczestniczył w kołach formacyjnych i przeżył kolejne duchowe nawrócenie – „przewrót kopernikański”.
Centralne miejsce w duchowości ks. Blachnickiego zajmowała Maryja, którą po śmierci swojej ziemskiej matki przyjął jako Matkę duchową. Zawierzył Jej całe swoje życie kapłańskie, a także wszystkie dzieła, które podejmował. Często powtarzał: „Nie mam już matki – Maryja musi być moją Matką”. Była dla niego przykładem w posłusznym poddaniu się woli Bożej. Blachnicki nadał Maryi tytuł Niepokalanej Matki Kościoła i uczynił Ją główną patronką Ruchu Światło-Życie. Uczył, by w wielu sytuacjach, również tych trudnych, na Jej wzór odmawiać Magnificat i w zaufaniu oddawać się Bogu. Instytut Niepokalanej Matki Kościoła, który założył, był nie tylko wspólnotą życia konsekrowanego, ale również znakiem jego zawierzenia Jej opiece.
25 czerwca 1950(dts) otrzymał święcenia kapłańskie z rąk biskupa Stanisława Adamskiego w Kościele Świętych Apostołów Piotra i Pawła w Katowicach. Prymicję odprawił w Tarnowskich Górach trzy dni później. Pierwszą parafią, na którą został skierowany była parafia Św. Marii Magdaleny w Tychach, gdzie słynął z bliskości wobec ludzi i ogromnej pracowitości duszpasterskiej. Zajął się szczególnie formacją ministrantów, organizując rekolekcje, grupy, dni skupienia i wycieczki. Budował wspólnoty parafialne w oparciu o małe grupy. Działania te kontynuował także w parafiach, gdzie później pracował jako wikariusz: MB Królowej Różańca Świętego w Łaziskach Górnych, Św. Jerzego w Rydułtowach, Św. Marii Magdaleny w Cieszynie i Św. Bartłomieja w Bieruniu Starym. W 1951 roku w Kokoszycach przeprowadził pierwsze rekolekcje dla ministrantów, które miały być prowadzone metodą tradycyjną – ksiądz miał głosić nauki, a chłopcy słuchać ich, rozważać, wyciągać wnioski, trwać w milczeniu i skupieniu. Zakończyły się one niepowodzeniem, co zainspirowało go do poszukiwania nowej metody formacyjnej. W roku 1954 po raz pierwszy odbyły się rekolekcje Oazy Dzieci Bożych, metodą rekolekcji zamkniętych.
W latach 1954–1956, w okresie wysiedleń biskupów śląskich, uczestniczył w pracach tajnej Kurii biskupiej w Katowicach. Zajmował się m.in. kontaktami z parafiami, kolportażem wewnętrznych materiałów duszpasterskich, a także pomocą w komunikacji z wiernymi. W październiku 1956 uczestniczył w organizowaniu ich powrotu do diecezji, a potem działał w Referacie Duszpasterskim Kurii diecezjalnej w Katowicach oraz w redakcji tygodnika katolickiego Gość Niedzielny.
W 1957 zorganizował i prowadził społeczną inicjatywę przeciwalkoholową pod nazwą Krucjata Wstrzemięźliwości. W działalności tej zaangażowanych było blisko tysiąc kapłanów katolickich i ponad 100 tysięcy ludzi świeckich. Był to jeden z najważniejszych społecznych ruchów Kościoła katolickiego w Polsce w okresie PRL. Krucjata proponowała całkowitą abstynencję jako wyraz miłości wobec uzależnionych oraz formację duchową przez modlitwę i świadectwo. Blachnicki opracował program formacyjny i redagował pismo „Niepokalana Zwycięża”. Ówczesne władze nie chciały tolerować tego typu działalności i 29 sierpnia 1960(dts) inicjatywa ta została zlikwidowana. W odpowiedzi na to ks. Franciszek napisał Memoriał w sprawie likwidacji Krucjaty Wstrzemięźliwości wysłany do centralnych władz państwowych i kościelnych oraz mediów. W memoriale tym krytykował prześladowanie Kościoła katolickiego w Polsce i sugerował, że likwidując Krucjatę państwo występuje przeciwko narodowi. W marcu 1961 ks. Franciszek został aresztowany pod zarzutem wydawania nielegalnych druków i „rozpowszechniania fałszywych wiadomości o rzekomym prześladowaniu Kościoła w Polsce”, spędzając ponad 4 miesiące w areszcie w Katowicach (w tym samym, w którym podczas okupacji przeżył swoje nawrócenie). Po zatrzymaniu przez SB skonfiskowano materiały Krucjaty, dokumenty personalne i korespondencję. Został skazany na 13 miesięcy więzienia, w zawieszeniu na 3 lata. Po wyjściu z więzienia był wciąż inwigilowany, a jego działalność duszpasterska ograniczana.
W październiku 1961 rozpoczął studia na Katolickim Uniwersytecie Lubelskim. W latach 1964–1972 kontynuował na KUL-u pracę dydaktyczno-naukową, publikując ok. 100 prac. Jego rozprawa habilitacyjna nie została zatwierdzona przez władze komunistyczne, a bierność Uniwersytetu w tej sprawie w połączeniu z rozwojem ruchu oazowego, skłoniła go do odejścia z uczelni.
Należał też do organizatorów Instytutu Teologii Pastoralnej. Lata 1964–1980 stały się dla niego okresem ożywionej działalności w ramach odnowy po II Soborze Watykańskim. W 1967 został Krajowym Duszpasterzem Służby Liturgicznej, stworzył własną koncepcję służby liturgicznej i wypracował unikalny system formacji w małych grupach. Od 1963 zaczął działać tzw. ruch oazowy, który potem rozwinął się jako Ruch Światło-Życie. Była to metoda 15-dniowych rekolekcji dla różnych grup młodzieży, a także dorosłych i całych rodzin.
Ks. Blachnicki rozwijał oryginalną koncepcję Kościoła jako „wspólnoty wspólnot”, w której każdy ochrzczony ma swoje niepowtarzalne miejsce i powołanie. System formacyjny Ruchu Światło-Życie zakładał nie tylko przekaz treści, ale tworzenie trwałych relacji we wspólnocie.
Na gruncie tego podejścia powstały tzw. diakonie – zespoły odpowiedzialne za konkretne przestrzenie działania: Diakonia Liturgiczna, Wyzwolenia, Modlitwy, Życia, Ewangelizacji, Słowa, Muzyczna, Społeczna i inne. Ich zadaniem było wspieranie formacji i ewangelizacji zarówno w Ruchu, jak i w całym Kościele.
Ruch działał także w strukturze parafialnej – Blachnicki postrzegał parafię jako miejsce, gdzie ma się dokonać odnowa całej wspólnoty kościelnej poprzez zaangażowanie świeckich i duszpasterzy w życie liturgiczne, formacyjne i ewangelizacyjne. Ta wizja znacząco wyprzedzała swoje czasy i była zgodna z duchem Soboru Watykańskiego II.

### Teologia wyzwolenia ks. Franciszka Blachnickiego
Oryginalną tzw. teologię wyzwolenia, głównie w kwestiach zaangażowania społecznego i politycznego, proponował ks. Franciszek w latach 80. XX wieku. Miała ona inspirować do pokojowego wyzwolenia niektórych państw spod panowania reżimów komunistycznych. Akcentował osobistą przemianę człowieka przez Ewangelię jako fundament wolności. Uważał, że dopiero wewnętrznie wolny człowiek może współtworzyć wolne społeczeństwo. Opracował tzw. „wizję Chrystusa Sługi”, która stanowiła podstawę dla duchowości Ruchu Światło-Życie i późniejszej Chrześcijańskiej Służby Wyzwolenia Narodów.

### Nowa Kultura
W centrum jego propozycji formacyjnej znajdowała się wizja „nowej kultury” – życia wolnego od uzależnień, manipulacji, konsumpcjonizmu. Wierzył, że tylko wolny człowiek, przemieniony przez Ewangelię, może przemieniać społeczeństwo. Zainicjowane przez niego dzieło Krucjaty Wyzwolenia Człowieka było nie tylko akcją abstynencką, ale duchową drogą ku świętości i odpowiedzialności społecznej.

### Stan wojenny i emigracja
Ogłoszenie stanu wojennego w Polsce zastało ks. Franciszka w Niemczech, gdzie przebywał u znajomego księdza w drodze do Rzymu. Nie mógł on wrócić do Polski, gdyż był poszukiwany listem gończym, a śledztwo z tego okresu formalnie zakończono dopiero w 1992 roku. Będąc w Rzymie, podjął działania mające na celu utworzenie ośrodka Ruchu poza granicami Polski. Początkowo planował założenie takiego ośrodka w Rzymie lub jego okolicy. W 1981 roku stworzył w Tivoli Międzynarodowe Centrum Ewangelizacji Światło-Życie, gdzie zamieszkał razem ze współpracownikami. Z czasem stwierdził jednak, że zadanie to będzie utrudnione, jeśli nie będą posiadać żadnego niezależnego, własnego budynku. Po ponad rocznej próbie tworzenia Centrum w Tivoli, ks. Blachnicki zdecydował o zamknięciu ośrodka i zaczął szukać czegoś innego w okolicy. Zwrócił się w tej sprawie do biskupa Szczepana Wesołego, delegata do spraw emigracji polskiej. Ten powiedział, że w Rzymie nie ma takiej możliwości, ale w Niemczech, w zachodnioniemieckim Carlsbergu, jest polski ośrodek należący do Kościoła. Przeznaczony był dla polskich sierot, którymi opiekowały się polskie siostry felicjanki z Ameryki. Z upływem lat Marianum pustoszało, aż jesienią 1981 roku ośrodek został zamknięty. Ksiądz Biskup zaproponował mu wtedy, aby pojechał do Carlsbergu, zobaczył ośrodek, a jeśli będzie mu odpowiadał, to chętnie odda mu ten go do dyspozycji. Ks. Blachnicki pojechał tam wiosną 1982 roku. Ośrodek bardzo mu się spodobał, więc 25 marca oficjalnie przejął ośrodek i w nim zamieszkał. Powstało wtedy Międzynarodowe Centrum Ewangelizacji Światło-Życie. W czerwcu 1982 założył Chrześcijańską Służbę Wyzwolenia Narodów – dla narodów Europy Wschodniej walczących o wyzwolenie spod reżimów komunistycznych. Po pewnym czasie jej prezesem została tajna współpracowniczka SB, Jolanta Gontarczyk. W 1984 roku założył również wydawnictwo Maximilianum, które miało zajmować się wydawaniem materiałów dla Ruchu Światło-Życie, a także wydawanie materiałów formacyjnych dla Chrześcijańskiej Służby Wyzwolenia Narodów oraz książek katolickich w języku polskim dla Polaków na emigracji. Z czasem, gdy zdobył zaufanie ks. Blachnickiego, drukarnią zaczął zajmować się tajny współpracownik SB, Andrzej Gontarczyk.
Zmarł nagle w Carlsbergu 27 lutego 1987, a oficjalnie jako przyczynę śmierci wskazano zator płucny.
1 kwietnia 2000 jego szczątki zostały przeniesione do Krościenka i złożone w kościele Chrystusa Dobrego Pasterza w dolnej kaplicy.

## Śledztwo w sprawie śmierci
Wyniki śledztwa prowadzonego przez IPN w latach 2001–2005 wykazały, że ks. Franciszek był inwigilowany przez Służbę Bezpieczeństwa za pośrednictwem jego najbliższych współpracowników (małżeństwa Jolanty i Andrzeja Gontarczyków, którzy okazali się tajnymi współpracownikami SB), jak również wskazywały, że mógł umrzeć na skutek otrucia. Prowadząca śledztwo prokurator Oddziałowej Komisji Ścigania Zbrodni przeciwko Narodowi Polskiemu w Katowicach Ewa Koj odstąpiła od przesłuchania funkcjonariuszy SB zamieszanych bezpośrednio w inwigilację ks. Franciszka Blachnickiego i postanowieniem z 6 lipca 2006 umorzyła śledztwo w sprawie zabójstwa ks. Franciszka Blachnickiego przez funkcjonariuszy państwa komunistycznego poprzez podanie mu trucizny wobec braku danych dostatecznie uzasadniających popełnienie takiego przestępstwa.
21 kwietnia 2020 pion śledczy IPN w Katowicach postanowił podjąć umorzone w 2006 śledztwo dotyczące okoliczności śmierci ks. Franciszka Blachnickiego.
14 marca 2023 Instytut Pamięci Narodowej poinformował, że śmierć ks. Franciszka Blachnickiego w dniu 27 lutego 1987 nastąpiła na skutek zabójstwa poprzez podanie ofierze śmiertelnych substancji toksycznych. Wykazały to czynności procesowe, przeprowadzone w Polsce oraz na terenie Niemiec, Austrii i Węgier przez Oddziałową Komisję Ścigania Zbrodni przeciwko Narodowi Polskiemu w Katowicach.

## Publikacje
Zachowaniem jego duchowej spuścizny i materiałów przez niego wytworzonych oraz wydawaniem książek jego autorstwa zajmuje się Instytut im. ks. Franciszka Blachnickiego. Jest autorem bądź współautorem wielu pozycji książkowych:

- Kerygmatyczna odnowa katechezy: (zorientowanie w problematyce) (Kraków, 1966)
- Stosunek natury do łaski jako problem teologiczno-pastoralny (Warszawa, 1966)
- Wprowadzenie do liturgii: praca zbiorowa (Poznań, Księgarnia Św. Wojciecha, 1967)
- Katechetyka fundamentalna: skrypt dla studentów KUL (Lublin, KUL, 1970)
- Teologia pastoralna ogólna. Cz. 1. Wstęp do teologii pastoralnej, teologiczne zasady duszpasterstwa (Lublin, KUL, 1970)
- Odnowa katechezy eucharystycznej w świetle instrukcji z 25.V.1967 (Katowice, Wyd. Kurii Diecezjalnej: Księgarnia św. Jacka, 1970)
- Eklezjologiczna dedukcja teologii pastoralnej (Lublin, KUL, 1971)
- Mały katechizm: przygotowanie do pierwszego pełnego uczestnictwa we Mszy św. i sakramentu pokuty (Katowice, Wyd. Kurii Diecezjalnej: Księgarnia Św. Jacka, 1971)
- Teologia pastoralna ogólna. Cz. 2. Eklezjologiczna dedukcja teologii pastoralnej (Lublin, KUL, 1971)
- Myśli, wyznania, testament (Lublin, KUL, 1973)
- Liturgika ogólna (Lublin, KUL, 1973)
- Oaza Nowego Życia I stopnia: podręcznik dla moderatorów i animatorów. Cz. A, Ogólna (Krościenko, Diakonia Deuterokatechumenatu Ruchu Światło-Życie, 1977)
- Oaza Nowego Życia stopnia podstawowego: podręcznik. Cz. B, Szczegółowa (Krościenko, Diakonia Deuterokatechumenatu Ruchu Światło-Życie, 1977)
- Prawa Nowego Życia: podręcznik ONŻ I stopnia. Cz. C, Notatnik uczestnika Oazy Nowego Życia I stopnia (Krościenko, Diakonia Deuterokatechumenatu Ruchu Światło-Życie, 1977)
- Istotne cechy ruchu eklezjalnego (Światło-Życie, 1981)
- Trzy przemówienia księdza Franciszka Blachnickiego (Księgarnia Św. Stanisława, 1982)
- Nowe światło nadziei (Wrocław, RKS NSZZ Solidarność, 1983)
- W obliczu zbrodni: testament księdza Jerzego Popiełuszki (1984)
- Frieden in Freiheit für Europa: Referate aus der internationalen Konferenz des Weltkongress der Slowaken 1983 (Monachium, Slovak World Congress, 1984)
- Tajemnica wielka w Chrystusie i w Kościele: charyzmat maryjny Ruchu Światło-Życie (Światło-Życie, 1983)
- Prawda – krzyż – wyzwolenie: ku polskiej teologii wyzwolenia (Carlsberg, Maximilianum, 1985)
- Nowe światło nadziei (Warszawa, Wyd. Spółdzielcze KOS, 1985)
- Charyzmat i wierność: do Ruchu Światło-Życie z Obczyzny: 1981–1984 (Carlsberg, Maximilianum Wyd. Międzynarodowego Centrum Ewangelizacji Światło-Życie, 1985)
- Charyzmat „Światło-Życie”: teksty podstawowe (Krościenko, Światło-Życie, 1987)
- Spojrzenia w świetle łaski: kartki wyrwane z pamiętnika dla dusz na drodze oczyszczenia (Światło-Życie, 1987)
- Triduum paschalne; podręcznik dla duszpasterzy i dla służby liturgicznej (Lublin, Światło-Życie, 1988)
- Godziny Taboru (Carlsberg; Lublin, Światło-Życie, 1989)
- Z księdzem Franciszkiem Blachnickim o oazach, chrześcijaństwie konsekwentnym, polityce i o polskiej teologii wyzwolenia (Światło-Życie, 1991)
- Tajemnica żywego Kościoła: konferencje rekolekcyjne (Lublin, Światło-Życie, 1992)
- Kościół jako wspólnota (Lublin, Światło-Życie, 1994)
- Rekolekcje dla Wspólnoty Kapłanów Chrystusa Sługi (Lublin, Światło-Życie, 1994)
- Oaza rekolekcyjna Diakonii Ruchu Światło-Życie: katechezy (Kraków, Wyd. Światło-Życie, 1995)
- O modlitwie (Katowice, Światło-Życie, 1995)
- Liturgia dialogiem (Lublin, Światło-Życie, 1996)
- Świętość w świetle filozofii religii: studium fenomenologiczne na tle powieści Władysława Jana Grabskiego „W cieniu kolegiaty” (Lublin, Światło-Życie, 1997)
- Kim jest człowiek (Krościenko, Instytut im. ks. Franciszka Blachnickiego, 1999)
- Panie naucz nas modlić się. T.1 (Krościenko, Instytut im. ks. Franciszka Blachnickiego, 1999)
- Panie naucz nas modlić się. T.2 (Krościenko, Instytut im. ks. Franciszka Blachnickiego, 1999)
- Wolni i wyzwalający (Krościenko, Światło-Życie, 1999)
- Dziesięć kroków ku dojrzałości chrześcijańskiej: pomoce formacyjne do spotkań i celebracje (Krościenko, Wyd. Światło-Życie, 2000)
- Życie moje oddaję (Krościenko, Instytut im. ks. Franciszka Blachnickiego, 2000)
- Aż dojdziemy do człowieka doskonałego (Krościenko, Instytut im. ks. Franciszka Blachnickiego, 2000)
- Oto Matka twoja (Krościenko, Instytut im. ks. Franciszka Blachnickiego, 2000)
- Namiot spotkania (Krościenko, Instytut im. ks. Franciszka Blachnickiego, 2000)
- Jeśli się nie odmienicie (Krościenko, Instytut im. ks. Franciszka Blachnickiego, 2000)
- Oto Oblubieniec nadchodzi (Krościenko, Instytut im. ks. Franciszka Blachnickiego, 2000)
- Abstynenckie credo Krucjaty Wyzwolenia Człowieka (Wrocław, Wyd. Apis; Krościenko, na zlec. Fundacji Światło-Życie, 2000)
- Droga krzyżowa: w drodze z Carlsbergu do Krościenka: Wielki Post, 31 marca 2000 r. (Katowice, Fundacja Światło-Życie, Parafia św. Michała Archanioła, 2000)
- Testament (Poznań, Fundacja Światło-Życie, 2000)
- Bądźcie jak posłuszne dzieci (Krościenko, Instytut im. Ks. Franciszka Blachnickiego, 2000)
- Jedność i diakonia: wybór tekstów (Krościenko, Wyd. Światło-Życie Instytutu im. ks. Franciszka Blachnickiego, 2001)
- Trzy nawrócenia (Krościenko, Wyd. Światło-Życie Instytut im. ks. Franciszka Blachnickiego, 2001)
- Ewangelia wyzwolenia (Krościenko, Wyd. Światło-Życie Instytut im. ks. Franciszka Blachnickiego, 2001)
- O chrześcijaństwie konsekwentnym i o polskiej teologii wyzwolenia (Krościenko, Wyd. Światło-Życie Instytutu im. ks. Franciszka Blachnickiego, 2001)
- Rekolekcje więzienne: notatki z „rekolekcji zamkniętych” odprawianych w Centralnym Więzieniu w Katowicach w czasie od 15 marca do 19 lipca 1961 r. (Krościenko, Wyd. Światło-Życie Instytutu im. ks. Franciszka Blachnickiego, 2001)
- Sympatycy czy chrześcijanie? Katechumenat na dzisiejszą godzinę (Krościenko, Wyd. Światło-Życie Instytutu im. ks. Franciszka Blachnickiego, 2002)
- Dziesięć kroków ku dojrzałości chrześcijańskiej: notatnik uczestnika I roku formacji deuterokatechumenalnej Ruchu Światło-Życie. Krok 1, Jezus Chrystus (Krościenko, Wyd. Światło-Życie, 2002)
- Dziesięć kroków ku dojrzałości chrześcijańskiej: notatnik uczestnika I roku formacji deuterokatechumenalnej Ruchu Światło-Życie. Krok 2, Niepokalana (Krościenko, Wyd. Światło-Życie, 2002)
- Dziesięć kroków ku dojrzałości chrześcijańskiej: notatnik uczestnika I roku formacji deuterokatechumenalnej Ruchu Światło-Życie. Krok 3, Duch Święty (Krościenko, Wyd. Światło-Życie, 2002)
- Dziesięć kroków ku dojrzałości chrześcijańskiej: notatnik uczestnika I roku formacji deuterokatechumenalnej Ruchu Światło-Życie. Krok 4, Kościół (Krościenko, Wyd. Światło-Życie, 2002)
- Dziesięć kroków ku dojrzałości chrześcijańskiej: notatnik uczestnika I roku formacji deuterokatechumenalnej Ruchu Światło-Życie. Krok 5, Słowo Boże (Krościenko, Wyd. Światło-Życie, 2002)
- Dziesięć kroków ku dojrzałości chrześcijańskiej: notatnik uczestnika I roku formacji deuterokatechumenalnej Ruchu Światło-Życie. Krok 6, Modlitwa (Krościenko, Wyd. Światło-Życie, 2002)
- Modlitwa tętniąca życiem: refleksje nad różańcem (Kraków, Wyd. Światło-Życie, 2003)
- Pułapki na drodze do świętości (Kraków, Wyd. Światło-Życie, 2003)
- Wyroki Bożej Opatrzności: listy z czasu wojny (Kraków, Wyd. Światło-Życie, 2003)
- Krąg liturgiczny do czytań roku C (Krościenko, Stowarzyszenie Diakonia Ruchu Światło-Życie, 2003)
- Noc w światło przemieniona (Kraków, Wyd. Światło-Życie, 2004)
- Eucharystia – pokarm na śmierć i życie (Kraków, Wyd. Światło-Życie, 2004)
- Postsovieticum, czyli Nie wolno ci być niewolnikiem (Kraków, Wyd. Światło-Życie, 2004)
- Krucjata Wyzwolenia Człowieka, czyli Dzieło Niepokalanej, Matki Kościoła: podręcznik (Krościenko, Stowarzyszenie Diakonia Ruchu Światło-Życie, 2004)
- Ku polskiej teologii wyzwolenia (Chrześcijańska Służba Wyzwolenia Narodów, 2004)
- Życie swoje oddałem za Kościół (Kraków, Wyd. Światło-Życie, 2005)
- Katechetyka fundamentalna (Warszawa, Wyd. Salezjańskie, 2006)
- Oaza Nowego Życia I stopnia dla rodzin: podręcznik (Kraków, Wyd. Światło-Życie, 2006)
- Oaza Nowego Życia II stopnia: podręcznik (Kraków, Światło-Życie, 2006)
- Lekcjonarz oaz rekolekcyjnych Ruchu Światło-Życie (Kraków, Wyd. Światło-Życie, 2006)
- Przekonująca moc miłości (Kraków, Wyd. Światło-Życie, 2007)
- Została nam powierzona Ewangelia: wykłady z kerygmatyki, czyli teorii ewangelizacji (Kraków, Wyd. Światło-Życie, 2007)
- Chrystus Sługa światłem Kościoła (Kraków, Wyd. Światło-Życie, 2007)
- A z tej śmierci życie tryska: wybór tekstów o tajemnicy krzyża (Kraków, Wyd. Światło-Życie, 2007)
- Rekolekcje ewangelizacyjne: podręcznik (Kraków, Wyd. Światło-Życie, 2007)
- Uwierzyliśmy miłości i o niej świadczymy: konferencje ewangelizacyjne (Kraków, Wyd. Światło-Życie, 2008)
- Przymierze oblubieńczej miłości (Kraków, Wyd. Światło-Życie, 2008)
- Idąc, czyńcie uczniami: rozważania o uczniach Pana (Kraków, Wyd. Światło-Życie, 2008)
- Charyzmat Światło-Życie w służbie odnowy kościoła lokalnego (Kraków, Wyd. Światło-Życie, 2008)
- Ewangelizacja w procesie budowania „nowej parafii” (Kraków, Wyd. Światło-Życie, 2008)
- Krąg liturgiczny do czytań roku B (Kraków, Wyd. Światło-Życie, 2008)
- Kto ma uszy do słuchania... (Kraków, Wyd. Światło-Życie, 2009)
- Oblicza Ducha (Kraków, Wyd. Światło-Życie, 2009)
- Wyzwoleni w Chrystusie: podręcznik rekolekcji parafialnych (Kraków, Wyd. Światło-Życie, 2009)
- Posłani w duchu Chrystusa Sługi: rekolekcje dla Wspólnoty Kapłanów Chrystusa Sługi, 1980 r. (Kraków, Wyd. Światło-Życie, 2009)
- Sympatycy czy chrześcijanie? Katechumenat na dzisiejszą godzinę (Kraków, Wyd. Światło-Życie, 2009)
- Błogosławiony Jerzy: nie miejcie w sercu nienawiści (Kraków, Wyd. Światło-Życie, 2010)
- Krąg liturgiczny do czytań roku A (Kraków, Wyd. Światło-Życie, 2010)
- Pedagogia ministrancka: (Katechetyka szczegółowa. Cz. 5) (Warszawa, Wyd. Salezjańskie, 2011)
- Miłość – seks, eros, agape (Kraków, Wyd. Światło-Życie, 2011)
- Kościół żywy (Kraków, Wyd. Światło-Życie, 2011)
- On przywrócił mi wzrok (Kraków, Wyd. Światło-Życie, 2011)
- Świadectwo niepokornego (Kraków, Wyd. Światło-Życie, 2012)
- Wiara i świadectwo (Kraków, Wyd. Światło-Życie, 2012)
- Oaza dzieci bożych I stopnia: podręcznik (Kraków, Wyd. Światło-Życie, 2012)
- Droga nowego życia: notatnik uczestnika formacji po Oazie Nowego Życia I stopnia (Kraków, Wyd. Światło-Życie, 2012)
- Droga posłuszeństwa (Kraków, Wyd. Światło-Życie, 2012)
- Posłuszeństwo wiary (Kraków, Wyd. Światło-Życie, 2012)
- Osiem spotkań poewangelizacyjnych: notatnik uczestnika (Kraków, Wyd. Światło-Życie, 2012)
- Zaryzykować wiarę (Kraków, Wyd. Światło-Życie, 2013)
- Co to jest oaza: w 50-tą rocznicę pierwszej oazy Niepokalanej w Szlachtowej (Kraków, Wyd. Światło-Życie, 2013)
- Wielkich dzieł Boga nie zapominajmy: rola pamięci w życiu wewnętrznym i wspólnotowym (Kraków, Wyd. Światło-Życie, 2013)
- Celebracje „Dziesięciu kroków ku dojrzałości chrześcijańskiej” (Kraków, Wyd. Światło-Życie, 2013)
- Wprowadzenie do współczesnej teologii pastoralnej: od pastoralnoteologicznego aprioryzmu do Kościoła – sakramentu wspólnoty (Kraków, Wyd. Światło-Życie, 2014)
- Oto Pan przybywa: homilie do czytań liturgicznych na dni Adwentu (17–24 grudnia) i okresu Narodzenia Pańskiego (Kraków, Wyd. Światło-Życie, 2014)
- Droga nowego życia: konspekty dla animatorów do 11 rozmów ewangelicznych: I etap formacji deuterokatechumenalnej Ruchu Światło-Życie (Kraków, Wyd. Światło-Życie, 2014)
- Liturgia a wspólnota (Kraków, Wyd. Światło-Życie, 2015)
- Jaka odnowa liturgii? (Kraków, Wyd. Światło-Życie, 2015)
- Pieczęć charyzmatu (Kraków, Wyd. Światło-Życie, 2015)
- Ewangelizacja według planu Ad Christum Redemptorem: podręcznik (Kraków, Wyd. Światło-Życie, 2015)
- W służbie Niepokalanej (Kraków, Wyd. Światło-Życie, 2017)
- Eucharystia: paschalne życie chrześcijanina (Kraków, Wyd. Światło-Życie, 2017)

## Proces beatyfikacyjny
Z inicjatywy Instytutu Niepokalanej Matki Kościoła w Krakowie oraz Centrum Światło-Życie w Krościenku nad Dunajcem, przekonanych o świętości jego życia podjęto próbę wyniesienia go na ołtarze. Stolica Apostolska 21 kwietnia 1995 wydała tzw. Nihil obstat, czyli zgodę na rozpoczęcie procesu jego beatyfikacji. Proces na szczeblu diecezjalnym, rozpoczęto 9 grudnia 1995 w archidiecezji katowickiej.Odtąd przysługiwał mu tytuł Sługi Bożego. Postulatorem został ówczesny moderator generalny Ruchu Światło-Życie – ks. Henryk Bolczyk. Po odbytych sesjach oraz przesłuchaniu wyznaczonych świadków, 25 listopada 2001 proces na szczeblu diecezjalnym został zakończony, po czym akta procesu zostały przekazane Kongregacji Spraw Kanonizacyjnych do Rzymu. 29 listopada 2002 wydano dekret o ważności postępowania diecezjalnego. Postulatorem etapu rzymskiego został ks. Adam Wodarczyk, a wicepostulatorem ks. Stanisław Adamiak, który odpowiedzialny był za opracowanie tzw. Positio, które 27 lutego 2013 złożono na ręce prefekta Kongregacji Spraw Kanonizacyjnych kard. Angela Amato.
16 października 2014 rzymska Komisja Teologów jednomyślnie uznała jego heroiczność cnót, a 22 września 2015 odbyła się sesja kardynałów i biskupów Kongregacji Spraw Kanonizacyjnych, która zaakceptowała dokumentację procesu, co potwierdził 30 września 2015 papież Franciszek, wydając zgodę na promulgowanie dekretu o heroiczności jego cnót. Odtąd przysługuje mu tytuł Czcigodnego Sługi Bożego.

## Działalność
- Krucjata Wyzwolenia Człowieka – ruch trzeźwościowy;
- Plan Wielkiej Ewangelizacji Ad Christum Redemptorem (1979);
- Niezależna Chrześcijańska Służba Społeczna (1980–1981).

## Wyróżnienia
W 1991 ustanowiono w Krakowie na Grzegórzkach ulicę Franciszka Blachnickiego. Ponadto jedna z ulic w Sosnowcu nosi jego imię (Aleja Księdza Franciszka Blachnickiego).
Pośmiertnie został odznaczony 17 lutego 1994 Krzyżem Komandorskim Orderu Odrodzenia Polski, 5 maja 1995 Krzyżem Oświęcimskim, a 6 sierpnia 2023 Orderem Orła Białego.
W 2016 powstał film dokumentalny o życiu ks. Blachnickiego, zrealizowany przez Adama Kraśnickiego, tytułowany jako Prorok nie umiera. Ks. Franciszek Blachnicki bądź Prorok – rzecz o ks. Franciszku Blachnickim.
26 września 2023 przy Areszcie Śledczym w Katowicach odsłonięto tablicę upamiętniającą ks. Franciszka Blachnickiego.
W latach 2024–2025 powstała seria filmów dokumentalnych o życiu i działalności ks. Blachnickiego oraz Ruchu Światło-Życie, zrealizowany przez Ruch Światło-Życie Archidiecezji Gdańskiej, pt. „Droga do Źródła – ks. Franciszek Blachnicki”.
W 2025 Narodowy Bank Polski wprowadził do obiegu srebrną monetę kolekcjonerską poświęconą ks. Franciszkowi Blachnickiemu.